# Weltmeisterschaften im Gewichtheben 1969
Die 43. Weltmeisterschaften im Gewichtheben der Männer fanden vom 20. bis 28. September 1969 in der polnischen Hauptstadt Warschau statt. An den von der International Weightlifting Federation (IWF) im Dreikampf (Drücken, Reißen und Stoßen) ausgetragenen Wettkämpfen nahmen 166 Gewichtheber aus 37 Nationen teil.

## Medaillengewinner

### Männer

#### Klasse bis 52 Kilogramm
| Disziplin | Gold                       | Gold     | Silber             | Silber   | Bronze                     | Bronze   |
| --------- | -------------------------- | -------- | ------------------ | -------- | -------------------------- | -------- |
| Drücken   | Wladyslaw Kryschtschyschyn | 112,5 kg | Sándor Holczreiter | 110,0 kg | Zygmunt Smalcerz           | 105,0 kg |
| Reißen    | Vladimir Smetanin          | 102,5 kg | Walter Szołtysek   | 100,0 kg | Chaiya Sukchinda           | 97,5 kg  |
| Stoßen    | Wladimir Smetanin          | 130,0 kg | Walter Szołtysek   | 130,0 kg | Wladyslaw Kryschtschyschyn | 127,5 kg |
| Dreikampf | Wladyslaw Kryschtschyschyn | 337,5 kg | Wladimir Smetanin  | 337,5 kg | Walter Szołtysek           | 335,0 kg |

#### Klasse bis 56 Kilogramm
| Disziplin | Gold             | Gold     | Silber           | Silber   | Bronze        | Bronze   |
| --------- | ---------------- | -------- | ---------------- | -------- | ------------- | -------- |
| Drücken   | Imre Földi       | 125,0 kg | Mohammad Nassiri | 120,0 kg | Fernando Báez | 115,0 kg |
| Reißen    | Henryk Trębicki  | 107,5 kg | Imre Földi       | 105,0 kg | Hiroshi Ono   | 105,0 kg |
| Stoßen    | Mohammad Nassiri | 140,0 kg | Atanas Kirov     | 137,5 kg | Hiroshi Ono   | 132,5 kg |
| Dreikampf | Mohammad Nassiri | 360,0 kg | Atanas Kirov     | 347,5 kg | Hiroshi Ono   | 342,5 kg |

#### Klasse bis 60 Kilogramm
| Disziplin | Gold             | Gold     | Silber           | Silber   | Bronze           | Bronze   |
| --------- | ---------------- | -------- | ---------------- | -------- | ---------------- | -------- |
| Drücken   | Mladen Kutschew  | 130,0 kg | Yoshiyuki Miyake | 125,0 kg | Jan Wojnowski    | 122,5 kg |
| Reißen    | Masao Katō       | 117,5 kg | Yoshiyuki Miyake | 115,0 kg | Dito Schanidse   | 115,0 kg |
| Stoßen    | Dito Schanidse   | 150,0 kg | Masao Katō       | 147,5 kg | Yoshiyuki Miyake | 145,0 kg |
| Dreikampf | Yoshiyuki Miyake | 385,0 kg | Mladen Kutschew  | 385,0 kg | Dito Schanidse   | 380,0 kg |

#### Klasse bis 67,5 Kilogramm
| Disziplin | Gold                 | Gold     | Silber             | Silber   | Bronze               | Bronze   |
| --------- | -------------------- | -------- | ------------------ | -------- | -------------------- | -------- |
| Drücken   | Nasrollah Dehnavi    | 140,0 kg | Zbigniew Kaczmarek | 140,0 kg | Waldemar Baszanowski | 140,0 kg |
| Reißen    | Waldemar Baszanowski | 135,0 kg | Ondrej Hekel       | 130,0 kg | János Bagócs         | 127,5 kg |
| Stoßen    | Waldemar Baszanowski | 170,0 kg | János Bagócs       | 167,5 kg | Ondrej Hekel         | 162,5 kg |
| Dreikampf | Waldemar Baszanowski | 445,0 kg | János Bagócs       | 430,0 kg | Zbigniew Kaczmarek   | 425,0 kg |

#### Klasse bis 75 Kilogramm
| Disziplin | Gold            | Gold     | Silber          | Silber   | Bronze         | Bronze   |
| --------- | --------------- | -------- | --------------- | -------- | -------------- | -------- |
| Drücken   | Wiktor Kurenzow | 152,5 kg | Juhani Mursu    | 145,0 kg | Leif Jensen    | 142,5 kg |
| Reißen    | Aimé Terme      | 140,0 kg | Wiktor Kurenzow | 137,5 kg | Gábor Szarvas  | 135,0 kg |
| Stoßen    | Wiktor Kurenzow | 177,5 kg | Gábor Szarvas   | 175,0 kg | Tamotsu Sunami | 165,0 kg |
| Dreikampf | Wiktor Kurenzow | 467,5 kg | Gábor Szarvas   | 440,0 kg | Juhani Mursu   | 437,5 kg |

#### Klasse bis 82,5 Kilogramm
| Disziplin | Gold          | Gold     | Silber           | Silber   | Bronze        | Bronze   |
| --------- | ------------- | -------- | ---------------- | -------- | ------------- | -------- |
| Drücken   | Russell Knipp | 162,5 kg | Hans Bettembourg | 162,5 kg | Boris Selizki | 160,0 kg |
| Reißen    | Masushi Ōuchi | 152,5 kg | Norbert Ozimek   | 145,0 kg | Walery Schary | 142,5 kg |
| Stoßen    | Károly Bakos  | 185,0 kg | Walery Schary    | 182,5 kg | Boris Selizki | 182,5 kg |
| Dreikampf | Masushi Ōuchi | 487,5 kg | Károly Bakos     | 487,5 kg | Boris Selizki | 482,5 kg |

#### Klasse bis 90 Kilogramm
| Disziplin | Gold               | Gold     | Silber             | Silber   | Bronze               | Bronze   |
| --------- | ------------------ | -------- | ------------------ | -------- | -------------------- | -------- |
| Drücken   | Kaarlo Kangasniemi | 175,0 kg | Karl Arnold        | 170,0 kg | Bo Johansson         | 165,0 kg |
| Reißen    | Bo Johansson       | 150,0 kg | Kaarlo Kangasniemi | 150,0 kg | Géza Tóth            | 145,0 kg |
| Stoßen    | Géza Tóth          | 190,0 kg | Kaarlo Kangasniemi | 190,0 kg | Bakr El-Sayed Bassam | 187,5 kg |
| Dreikampf | Kaarlo Kangasniemi | 515,0 kg | Bo Johansson       | 500,0 kg | Géza Tóth            | 495,0 kg |

#### Klasse bis 110 Kilogramm
| Disziplin | Gold          | Gold     | Silber        | Silber   | Bronze            | Bronze   |
| --------- | ------------- | -------- | ------------- | -------- | ----------------- | -------- |
| Drücken   | Bob Bednarski | 182,5 kg | Jaan Talts    | 180,0 kg | Eivind Rekustad   | 175,0 kg |
| Reißen    | Bob Bednarski | 160,0 kg | Jaan Talts    | 155,0 kg | Kauko Kangasniemi | 155,0 kg |
| Stoßen    | Jaan Talts    | 212,5 kg | Bob Bednarski | 212,5 kg | Kauko Kangasniemi | 190,0 kg |
| Dreikampf | Bob Bednarski | 555,0 kg | Jaan Talts    | 547,5 kg | Kauko Kangasniemi | 507,5 kg |

#### Klasse über 110 Kilogramm
| Disziplin | Gold                    | Gold     | Silber                  | Silber   | Bronze                  | Bronze   |
| --------- | ----------------------- | -------- | ----------------------- | -------- | ----------------------- | -------- |
| Drücken   | Serge Reding            | 202,5 kg | Joe Dube                | 202,5 kg | Stanislaw Batischtschew | 192,5 kg |
| Reißen    | Stanislaw Batischtschew | 165,0 kg | Joe Dube                | 162,5 kg | Leonid Schabotinski     | 162,5 kg |
| Stoßen    | Serge Reding            | 215,0 kg | Stanislaw Batischtschew | 212,5 kg | Joe Dube                | 212,5 kg |
| Dreikampf | Joe Dube                | 577,5 kg | Serge Reding            | 570,0 kg | Stanislaw Batischtschew | 570,0 kg |

## Medaillenspiegel
Die Platzierungen im Medaillenspiegel sind nach der Anzahl der gewonnenen Goldmedaillen sortiert, gefolgt von der Anzahl der Silber- und Bronzemedaillen (Lexikographische Ordnung). Weisen zwei oder mehr Nationen eine identische Medaillenbilanz auf, werden sie alphabetisch geordnet auf dem gleichen Rang geführt.
| Rang | Nation                          | Gold | Silber | Bronze | Gesamt |
| ---- | ------------------------------- | ---- | ------ | ------ | ------ |
| 1.   | Sowjetunion                     | 10   | 7      | 10     | 27     |
| 2.   | Vereinigte Staaten              | 5    | 3      | 1      | 9      |
| 3.   | Polen                           | 4    | 4      | 5      | 13     |
| 4.   | Japan                           | 4    | 3      | 5      | 12     |
| 5.   | Ungarn                          | 3    | 7      | 4      | 14     |
| 6.   | Iran                            | 3    | 1      | 0      | 4      |
| 7.   | Finnland                        | 2    | 3      | 4      | 9      |
| 8.   | Belgien                         | 2    | 1      | 0      | 3      |
| 9.   | Bulgarien                       | 1    | 3      | 0      | 4      |
| 10.  | Schweden                        | 1    | 2      | 1      | 4      |
| 11.  | Frankreich                      | 1    | 0      | 0      | 1      |
| 12.  | Tschechoslowakei                | 0    | 1      | 1      | 2      |
| 13.  | Deutsche Demokratische Republik | 0    | 1      | 0      | 1      |
| 14.  | Norwegen                        | 0    | 0      | 2      | 2      |
| 15.  | Puerto Rico                     | 0    | 0      | 1      | 1      |
| 15.  | Thailand                        | 0    | 0      | 1      | 1      |
| 15.  | Vereinigte Arabische Republik   | 0    | 0      | 1      | 1      |